# Davide Faraoni
Marco Davide Faraoni (25 de octubre de 1991, Bracciano, Italia) es un futbolista italiano de ascendencia sanmarinense, actualmente juega de defensa en el Hellas Verona de la Serie A de Italia.

## Clubes
| Clubes                 | País       | Año          |
| ---------------------- | ---------- | ------------ |
| Lazio                  | Italia     | 2010 - 2011  |
| Inter                  | Italia     | 2011 - 2012  |
| Udinese                | Italia     | 2012 - 2013  |
| Watford                | Inglaterra | 2013 - 2014  |
| Udinese                | Italia     | 2014 - 2017  |
| Perugia (cedido)       | Italia     | 2015         |
| Novara Calcio (cedido) | Italia     | 2015 - 2016  |
| Crotone                | Italia     | 2017 - 2019. |
| Hellas Verona          | Italia     | 2019 - Act.  |